# A magyar női labdarúgó-válogatott 2012. május 23-i mérkőzése
Előző mérkőzés - Következő mérkőzés
A magyar női labdarúgó-válogatott előkészületi barátságos mérkőzése Ukrajna ellen, 2012. május 23-án, amelyen a magyar válogatott 4–0-s vereséget szenvedett.

## Előzmények
| „             | Az ukránok ott vannak a világ legjobb húsz csapatában, vagyis nagyon nehéz meccs vár ránk, de úgy gondolom, hogy a fejlődéshez éppen az ilyen erős riválisok ellen kell minél többet játszani. Mi már a bő három hét múlva esedékes dupla Eb-selejtezőre, az Izland és a Belgium elleni találkozókra készülünk, az ukránok ellen lemérhetjük, hol tartanak a játékosok a szezon hajrájában. Az utóbbi időszakban csak egy mérkőzést játszottunk Telkiben, akkor a világ legjobbjai közé tartozó Kanada ellen egy színvonalas, szoros meccset vívtunk, remélem, ezúttal hasonlóan jó mérkőzést tudunk játszani, de egy kicsit jobb eredménnyel zárunk. | ” |
| – Kiss László | |   |

## Keretek
| Magyarország      | Magyarország | Magyarország | Magyarország     |
| Név               | Kor          | Vál./Gól     | Klub             |
| ----------------- | ------------ | ------------ | ---------------- |
| Szőcs Réka        | 22 éves      | 29 / 0       | MTK Hungária     |
| Kovács Klaudia    | 21 éves      | 4 / 0        | Astra Hungary FC |
| Szabó Boglárka    | 19 éves      | 11 / 0       | Astra Hungary FC |
| Szeitl Szilvia    | 25 éves      | 34 / 0       | 1. FC Femina     |
| Gál Tímea         | 27 éves      | 40 / 0       | Volosz           |
| Sipos Lilla       | 19 éves      | 18 / 4       | Viktória FC      |
| Tálosi Szabina    | 23 éves      | 32 / 2       | Viktória FC      |
| Smuczer Angéla    | 30 éves      | 70 / 1       | MTK Hungária     |
| Papp Dóra         | 21 éves      | 12 / 1       | MTK Hungária     |
| Csiszár Henrietta | 18 éves      | 5 / 0        | Ferencvárosi TC  |
| Rácz Zsófia       | 23 éves      | 32 / 2       | Viktória FC      |
| Demeter Réka      | 20 éves      | 15 / 0       | MTK Hungária     |
| Pádár Anita       | 33 éves      | 95 / 31      | MTK Hungária     |
| Dombai-Nagy Anett | 32 éves      | 67 / 28      | Astra Hungary FC |
| Megyeri Boglárka  | 24 éves      | 12 / 1       | Viktória FC      |
| Méry Rita         | 27 éves      | 34 / 7       | MTK Hungária     |

| Ukrajna | Ukrajna | Ukrajna  | Ukrajna |
| Név     | Kor     | Vál./Gól | Klub    |
| ------- | ------- | -------- | ------- |

 megjegyzés: Az adatok a mérkőzés napjának megfelelőek!

## Az összeállítások
| 2012. május 23. 17:00 (UTC+1) |

| Magyarország | 0 – 4   | Ukrajna            |
| ------------ | ------- | ------------------ |
|              | (0 – 4) | Pekur Apanascsenko |

| Telki Játékvezető: Urbán Eszter (HUN) |

| Magyarország | Ukrajna |

| MAGYARORSZÁG:        |    |                   |     |
|                      |    |                   |     |
| K                    | 99 | Szőcs Réka        |     |
| V                    | 28 | Szabó Boglárka    |     |
| V                    | 9  | Szeitl Szilvia    |     |
| V                    | 5  | Gál Tímea         |     |
| V                    | 27 | Sipos Lilla       |     |
| VKP                  | 6  | Smuczer Angéla    |     |
| KP                   | 30 | Papp Dóra         | 83' |
| KP                   | 3  | Csiszár Henrietta | 72' |
| KP                   | 15 | Rácz Zsófia       |     |
| KP                   | 11 | Dombai-Nagy Anett | 66' |
| CS                   | 8  | Pádár Anita       | 86' |
| Cserék:              |    |                   |     |
| K                    | 1  | Kovács Klaudia    |     |
| V                    | 18 | Tálosi Szabina    | 72' |
| KP                   | 26 | Demeter Réka      | 83' |
| CS                   | 33 | Megyeri Boglárka  | 66' |
| CS                   | 14 | Méry Rita         | 86' |
| Szövetségi kapitány: |    |                   |     |
| Kiss László          |    |                   |     |

| UKRAJNA:             |    |                     |            |
|                      |    |                     |            |
| K                    | 12 | Nagyija Baranova    | 46'        |
| V                    | 4  | Valentina Kotyik    |            |
| V                    | 7  | Olena Hodireva      |            |
| V                    | 16 | Alla Lisafaj        |            |
| V                    | 2  | Olga Baszanszka     |            |
| KP                   | 13 | Julija Kornyievec   | 46'        |
| KP                   | 3  | Tetyana Csorna      |            |
| KP                   | 6  | Ljudmila Pekur      |            |
| CS                   | 15 | Ija Andruscsak      |            |
| CS                   | 20 | Valerija Alonicseva | lecserélve |
| CS                   | 17 | Darina Apanascsenko |            |
| Cserék:              |    |                     |            |
| K                    | 1  | Irina Zvarics       | 46'        |
| V                    | 19 | Marina Maszalszka   |            |
| K                    | 23 | Katerina Szamszon   | becserélve |
| KP                   | 21 | Julija Jemeljanova  | becserélve |
| CS                   | 8  | Olha Bojcsenko      | 46'        |
| Szövetségi kapitány: |    |                     |            |
| Anatolij Kucev       |    |                     |            |

|  |  |  |

## A mérkőzés
| „             | Az első félidőben fej nélkül, a másodikban pedig hit nélkül futballoztunk. A második megállapítás az elsőből következik, a tanulság pedig az mindebből, hogy egészen más mentalitásban kell felmenniük a játékosoknak a pályára az ilyen rangos nemzetközi meccseken. | ” |
| – Kiss László | |   |

## Örökmérleg a mérkőzés után
| Magyarország | :         | Ukrajna |
| ------------ | --------- | ------- |
| 0            | Győzelem  | 3       |
| 2            | Döntetlen | 2       |
| 4            | Gólok     | 12      |
| 2/15         | Pontok    | 11/15   |
| 13           | %         | 73      |